# Карр, Лорн
Лорн Уильям Белл Карр  (англ. Lorne William Bell Carr; 2 июля 1910, Стаутон — 9 июня 2007, Калгари) — канадский хоккеист, игравший на позиции правого нападающего, двукратный обладатель Кубка Стэнли в составе «Торонто Мейпл Лифс» (1942, 1945).

## Биография

### Игровая карьера
Начал хоккейную карьеру в команде «Ванкувер Лайонс», где отыграл целый сезон. По окончании сезона 1930/31 перешёл в «Баффало Байзонс», где отыграл два сезона, заработав по итогам сезона 1932/33 40 очков.
По окончании сезона перешёл в клуб НХЛ «Нью-Йорк Рейнджерс», за который сыграл 14 матчей, играя в основном за фарм-клубы. По окончании сезона 134/35 перешёл в «Нью-Йорк Американс», в составе которого отыграл семь сезонов.
Перед сезоном 1941/42 был обменян в «Торонто Мейпл Лифс», в составе которого стал одним из ключевых игроков команды, выиграв с ней в 1942 и 1945 годах два Кубка Стэнли. Завершил карьеру игрока по окончании сезона 1945/46 в возрасте 35 лет.

### Смерть
Скончался 9 июня 2007 года в Калгари на 97-м году жизни.